# Louis Jouve
Pour les articles homonymes, voir Jouve.
Œuvres principales
Chanson en patois vosgien, Lettres vosgiennes, Bussang (Vosges)
Louis Jouve est un professeur, bibliothécaire et écrivain régionaliste français, né à Vitry-le-François le 11 mars 1814 et mort le 18 juillet 1896 dans le 16e arrondissement de Paris.

## Biographie

### Famille, enfance et formation
Louis Joseph Jouve est le premier fils de Louis Jouve (1783, Saint-Disdier - 1826, (Épinal), libraire exerçant place des Vosges à Épinal, et de Jeanne Fricadel (1791-1847, Épinal).Il naît à Vitry-le-François mais passe sa jeunesse et étudie à Epinal.
Il épouse Joséphine Suzanne Dosquet (1811-1893), sœur de Joseph-Emmanuel Dosquet (1796-1863) qui exerce également le métier d'imprimeur-libraire à Épinal.

### Carrière
Il exerce dans un premier temps comme professeur à Épinal.
Puis il part pour Paris où il devient, le 8 mai 1879, auxiliaire à l'Arsenal. Il est nommé sous-bibliothécaire en 1883 et bibliothécaire hors cadre en 1889, il travaille principalement au classement des périodiques.

### Engagement

#### Politique
En 1848 et 1871, il se présente aux élections législatives des Vosges. Malgré un nombre de voix élevé, il n'est pas élu.

#### Associatif
À la suite de son installation à Paris, il devient membre du comité de l’Association des vosgiens de Paris.

## Œuvres

### Histoire locale
Louis Jouve se passionne pour l’histoire des Vosges et écrit plusieurs ouvrages sur ce sujet :
- Jeanne d'Arc, drame historique en 10 tableaux, Paris : E. Dentu, 1857 ;
- Lettres vosgiennes, descriptions, promenades, mœurs, histoire, bibliographie, Épinal : Valentin, 1866 ; et à Remiremont chez Mme Leduc la même année ;
- Notice sur le Général Humbert, 1882 ;
- Le Général Humbert en Irlande, 1887 ;
- Bussang, description, mœurs, coutumes anciennes, histoires de la commune, histoire des sources minérales thérapeutiques, Bussang dans le présent et dans l'avenir, etc., 1888.
- Les Wiriot et les Briot, artistes lorrains du XVIe et du XVIIe siècle : nouvelles esquisses, Paris (lire en ligne)

Il édite également des ouvrages relatifs à ce sujet :
- Voyages anciens et modernes dans le département des Vosges, 1884, d'après d'anciens récits ;
- Abrégé de la propriété des bains de Plombières par Jean le Bon (1576), 1896.

Et il réalise des bibliographies vosgiennes :
- Bibliographie de Plombières, 1873 ;
- Bibliographie des patois lorrains, impr. de A. Lepage, 1866 ;
- Bibliographie générale des Vosges,1890.

### Traditions populaires vosgiennes
Il s'intéresse particulièrement aux traditions populaires des Vosges et recueille les usages en cours de disparition qu'il publie : 
- Chanson en patois vosgien recueillie et annotée par [L. Jouve], Paris : imp. de A.-R. Lainé et J. Havard, 1861 ;
- Coup d’œil sur les patois vosgiens, Épinal : Valentin, 1864 ;
- Noëls patois anciens et nouveaux chantés dans la Meurthe et dans les Vosges, recueillis, annotés et corrigés par L. Jouve, Paris, F. Didot frères, 1864 ;
- Épître en patois des habitants de Gérardmer, Remiremont, 1866 ;
- Chansons en patois vosgien avec la musique des airs, 1876 ;

En 1860, il découvre Xavier Thiriat, un autodidacte de la vallée de Cleurie et prend en charge la publication du Journal d'un solitaire. Plus tard, il se brouille avec lui au sujet de la paternité véritable de cette œuvre.
Il écrit également des œuvres en patois vosgiens :
- A M. Burgaud Des Marets, auteur des "Fables et contes en patois saintongeais". [Poésie en patois signée : L. Jouve.] Paris : impr. de Firmin-Didot frères, fils et Cie, 1860.

### Poésies
- Intima-Ultima, poésies, 1887.

### Traductions
- Stock, Dr, Récit des évènements de Killala, du comté de Mayo et parties adjacentes pendant l'invasion française en 1789, s.n.

La bibliothèque multimédia intercommunale d’Épinal conserve dans ses fonds patrimoniaux des ouvrages et brochures de Louis Jouve, des pièces de correspondance ainsi que quelques manuscrits de l'auteur.